# Schron nad Przełączką
Schron nad Przełączką – jaskinia, a właściwie schronisko, w Dolinie Jaworzynka w Tatrach Zachodnich. Ma dwa otwory wejściowe znajdujące się w Żlebie pod Czerwienicą, na wysokościach 1420 i 1426 metrów n.p.m. Długość jaskini wynosi 9 metrów, a jej deniwelacja 6,5 metrów.

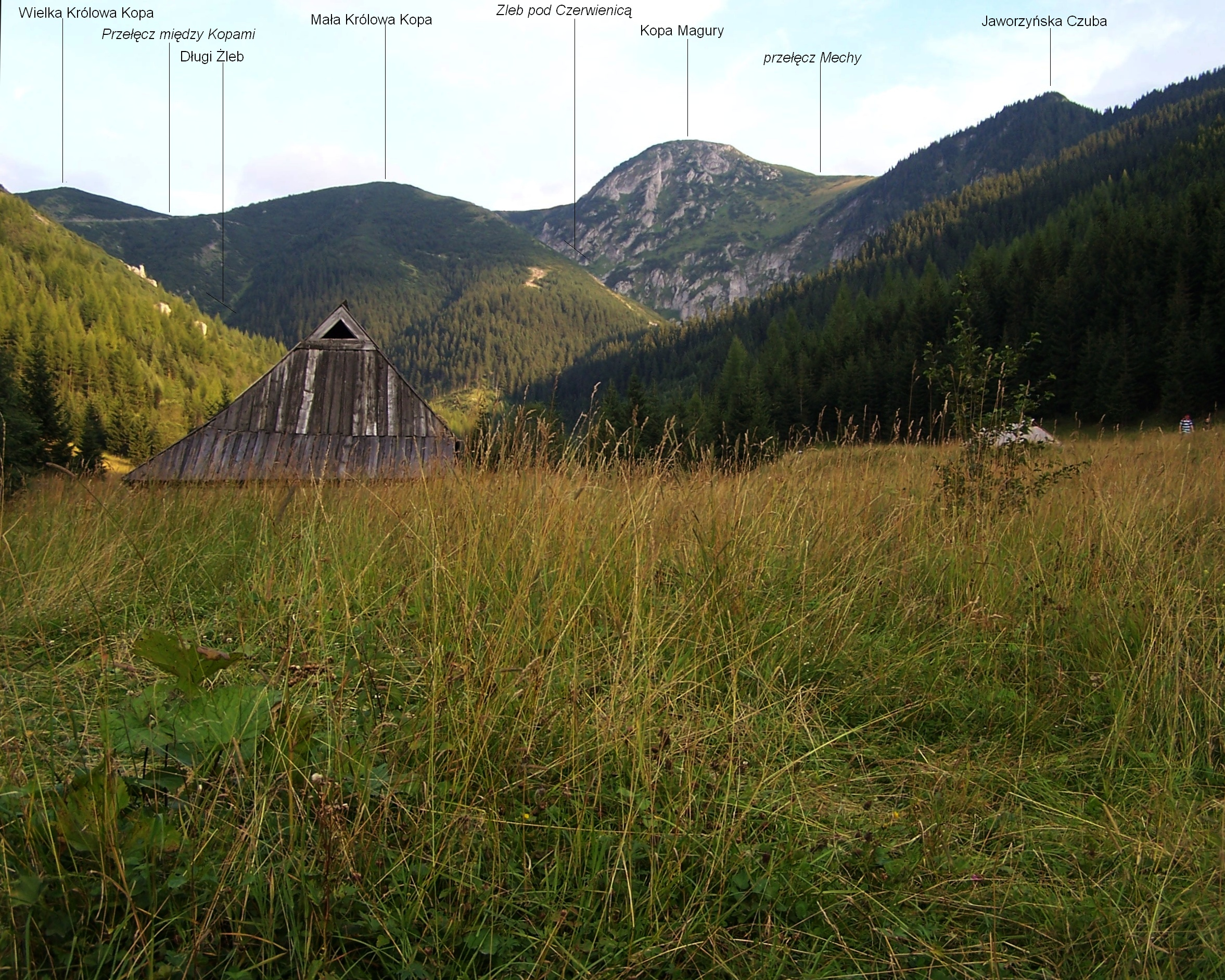
Dolina Jaworzynka. Na wprost Żleb pod Czerwienicą

## Opis jaskini
Jaskinię stanowi duża sala, do której prowadzi obszerny otwór wejściowy (dolny). Drugi, szczelinowy, niewielki otwór wejściowy znajduje się w jej stropie. Z sali odchodzi krótki, szczelinowy korytarzyk.

## Przyroda
W jaskini brak jest nacieków. Na ścianach rosną mchy, glony i porosty.

## Historia odkryć
Jaskinia była prawdopodobnie znana od dawna. Jej pierwszy plan i opis sporządziła I. Luty przy pomocy M. Kropiwnickiej w 1980 roku.